# Inmutning
En inmutning är ett område där inmutaren förvärvat inmutningsrätt från en myndighet, det vill säga rätt att utnyttja en mineralfyndighet. Inmutningsrätten innebär framförallt rätt att närmare undersöka området, för eventuell egentlig gruvverksamhet krävs utmål.

## Svenska minerallagen
Bestämmelserna om inmutning och utmål har i Sverige ersatts med undersökningstillstånd och bearbetningskoncession från Bergsstaten, som regleras i minerallagen.

## Finländska gruvlagen
Bestämmelserna om inmutning och utmål har i Finland ersatts med malmletningstillstånd och gruvtillstånd, vilka regleras i gruvlagen.